# Glen Muirhead
Glen Muirhead (Perth, 10 de abril de 1989) es un deportista británico que compite por Escocia en curling. Es hijo del jugador de curling Gordon Muirhead, y sus hermanos Eve y Thomas compiten en el mismo deporte.
Ganó una medalla de plata en el Campeonato Europeo de Curling Masculino de 2017. Participó en los Juegos Olímpicos de Pyeongchang 2018, ocupando el quinto lugar en la prueba masculina.

## Palmarés internacional
| Representando a Escocia |                  |                  |        |
| Campeonato Europeo      |                  |                  |        |
| Año                     | Lugar            | Medalla          | Prueba |
| 2017                    | San Galo (Suiza) | Medalla de plata | Equipo |